# Нагороди ФІФА для найкращих 2017
Нагороди ФІФА для найкращих 2017 - вшанування найкращих футболістів, тренерів та команд 2017 року, що проходило в Лондоні (Велика Британія) 23 жовтня 2017 року.

## Переможці та номінанти (чоловіки)

### Найкращий футболіст світу
Критеріями вибору були відповідні досягнення за період з 20 листопада 2016 по 2 липня 2017 року.
Група експертів, представляючи регіональні асоціації і федерації ФІФА, склали шорт-лист з 24-х футболістів в номінації «Найкращий футболіст світу», який був оприлюднений 17 серпня 2017 року. Трійку фіналістів було оголошено 22 вересня 2017.
Володарем нагороди вп'яте став Кріштіану Роналду набравши більше 43 % голосів.
| №              | Гравець              | Клуб                | Національність | % голосів |
| Фіналісти      | Фіналісти            | Фіналісти           | Фіналісти      | Фіналісти |
| -------------- | -------------------- | ------------------- | -------------- | --------- |
| 1              | Кріштіану Роналду    | Реал                | Португалія     | 43.16 %   |
| 2              | Ліонель Мессі        | Барселона           | Аргентина      | 19.25 %   |
| 3              | Неймар               | - Барселона - ПСЖ   | Бразилія       | 6.97 %    |
| Інші кандидати |                      |                     |                |           |
| 4              | Джанлуїджі Буффон    | Ювентус             | Італія         | 6.82 %    |
| 5              | Серхіо Рамос         | Реал                | Іспанія        | 3.34 %    |
| 6              | Лука Модрич          | Реал                | Хорватія       | 3.33 %    |
| 7              | Тоні Кроос           | Реал                | Німеччина      | 2.70 %    |
| 8              | Марсело              | Реал                | Бразилія       | 2.09 %    |
| 9              | Н'Голо Канте         | Челсі               | Франція        | 1.35 %    |
| 10             | Луїс Суарес          | Барселона           | Уругвай        | 1.19 %    |
| 11             | П'єр-Емерік Обамеянг | Боруссія (Дортмунд) | Габон          | 1.10 %    |
| 12             | Пауло Дибала         | Ювентус             | Аргентина      | 1.07 %    |
| 13             | Еден Азар            | Челсі               | Бельгія        | 1.03 %    |
| 14             | Златан Ібрагімович   | Манчестер Юнайтед   | Швеція         | 0.82 %    |
| 15             | Андрес Іньєста       | Барселона           | Іспанія        | 0.82 %    |
| 16             | Роберт Левандовський | Баварія             | Польща         | 0.77 %    |
| 17             | Антуан Грізманн      | Атлетіко            | Франція        | 0.67 %    |
| 18             | Дані Карвахаль       | Реал                | Іспанія        | 0.62 %    |
| 19             | Мануель Ноєр         | Баварія             | Німеччина      | 0.58 %    |
| 20             | Кейлор Навас         | Реал                | Коста-Рика     | 0.56 %    |
| 21             | Артуро Відаль        | Баварія             | Чилі           | 0.51 %    |
| 22             | Леонардо Бонуччі     | - Ювентус - Мілан   | Італія         | 0.47 %    |
| 23             | Алексіс Санчес       | Арсенал             | Чилі           | 0.45 %    |
| 24             | Гаррі Кейн           | Тоттенгем           | Англія         | 0.33 %    |

### Найкращий воротар світу
| №              | Воротар               | Клуб                   | Національність | % голосів |
| Фіналісти      | Фіналісти             | Фіналісти              | Фіналісти      | Фіналісти |
| -------------- | --------------------- | ---------------------- | -------------- | --------- |
| 1              | Джанлуїджі Буффон     | Ювентус                | Італія         | 42.42%    |
| 2              | Мануель Ноєр          | Баварія                | Німеччина      | 32.32%    |
| 3              | Кейлор Навас          | реал                   | Коста-Рика     | 10.10%    |
| Інші кандидати |                       |                        |                |           |
| 4              | Тібо Куртуа           | Челсі                  | Бельгія        | 9.09%     |
| 5              | Уго Льоріс            | Тоттенгем              | Франція        | 3.03%     |
| 6              | Ян Облак              | Атлетіко               | Словенія       | 2.02%     |
| 7              | Марк-Андре тер Штеґен | Барселона              | Німеччина      | 1.01%     |
| 8              | Аліссон               | Рома                   | Бразилія       | 0.01%     |
| 9              | Аліреза Бейранванд    | Персеполіс             | Іран           | 0.0%      |
| 9              | Альфонсо Бланко       | Пачука                 | Мексика        | 0.0%      |
| 9              | Клаудіо Браво         | Манчестер Сіті         | Чилі           | 0.0%      |
| 9              | Джанлуїджі Доннарумма | Мілан                  | Італія         | 0.0%      |
| 9              | Едерсон               | Бенфіка Манчестер Сіті | Бразилія       | 0.0%      |
| 9              | Фабріс Ондоа          | Севілья Атлетіко       | Камерун        | 0.0%      |
| 9              | Данієль Субашич       | Монако                 | Хорватія       | 0.0%      |

### Найкращий тренер світу
| №              | Тренер               | Команда           | % голосів |
| Фіналісти      | Фіналісти            | Фіналісти         | Фіналісти |
| -------------- | -------------------- | ----------------- | --------- |
| 1              | Зінедін Зідан        | Реал              | 46.22%    |
| 2              | Антоніо Конте        | Челсі             | 11.62%    |
| 3              | Массіміліано Аллегрі | Ювентус           | 8.78%     |
| Інші кандидати |                      |                   |           |
| 4              | Йоахім Лев           | Німеччина         | 7.40%     |
| 5              | Жозе Моурінью        | Манчестер Юнайтед | 5.28%     |
| 6              | Леонарду Жардім      | Монако            | 4.84%     |
| 7              | Карло Анчелотті      | Баварія           | 3.62%     |
| 8              | Пеп Гвардіола        | Манчестер Сіті    | 2.88%     |
| 9              | Тіте                 | Бразилія          | 2.87%     |
| 10             | Дієго Сімеоне        | Атлетіко          | 2.77%     |
| 11             | Луїс Енріке          | Барселона         | 2.00%     |
| 12             | Маурісіо Почеттіно   | Тоттенгем         | 1.72%     |

### Збірна футболістів ФІФА
| Гравець           | Клуб              |
| Воротар           | Воротар           |
| ----------------- | ----------------- |
| Джанлуїджі Буффон | Ювентус           |
| Захисники         |                   |
| Дані Алвес        | - Ювентус - ПСЖ   |
| Леонардо Бонуччі  | - Ювентус - Мілан |
| Серхіо Рамос      | Реал              |
| Марсело           | Реал              |
| Півзахисники      |                   |
| Лука Модрич       | Реал              |
| Тоні Кроос        | Реал              |
| Андрес Іньєста    | Барселона         |
| Нападники         |                   |
| Ліонель Мессі     | Барселона         |
| Кріштіану Роналду | Реал              |
| Неймар            | - Барселона - ПСЖ |

## Переможці та номінанти (жінки)

### Найкраща футболістка світу
Група експертів з жіночого футболу, що представляли кожну з шести конфедерацій обрали шорт-лист з десяти футболісток у номінації «Найкраща футболістка світу».
Критерії відбору для кращих футболісток року: спортивні досягнення, а також загальна поведінкою на полі і поза ним від 20 листопада 2016  по 6 серпня 2017 року.
Ліке Мартенс виграла нагороду, набравши більше 22 % голосів.
| №              | Гравець           | Клуб                           | Збірна     | % голосів  |
| Фіналістки     | Фіналістки        | Фіналістки                     | Фіналістки | Фіналістки |
| -------------- | ----------------- | ------------------------------ | ---------- | ---------- |
| 1              | Ліке Мартенс      | - Русенгорд - Барселона        | Нідерланди | 21.72 %    |
| 2              | Карлі Ллойд       | - Х'юстон Даш - Манчестер Сіті | США        | 16.28 %    |
| 3              | Дейна Кастельянос | Санта Кларіта Блу Хіт          | Венесуела  | 11.69 %    |
| Інші кандидати |                   |                                |            |            |
| 4              | Дженіфер Марожан  | Ліон                           | Німеччина  | 11.47 %    |
| 5              | Пернілле Хардер   | - Лінчопінг - Вольфсбург       | Данія      | 11.06 %    |
| 6              | Вівіанн Мідема    | - Баварія - Арсенал            | Нідерланди | 6.28 %     |
| 7              | Венді Ренар       | Ліон                           | Франція    | 5.79 %     |
| 8              | Джоді Тейлор      | Арсенал                        | Англія     | 5.79 %     |
| 9              | Люсі Бронз        | Манчестер Сіті                 | Англія     | 5.04 %     |
| 10             | Сем Керр          | - Перт Глорі - Скай Блу        | Австралія  | 4.88 %     |

### Найкращий тренер жіночих команд світу
| №              | Тренер             | Команда        | % голосів |
| Фіналісти      | Фіналісти          | Фіналісти      | Фіналісти |
| -------------- | ------------------ | -------------- | --------- |
| 1              | Саріна Вігман      | Нідерланди     | 36.24%    |
| 2              | Нільс Нільсен      | Данія          | 12.64%    |
| 3              | Жерар Прешу        | Ліон           | 9.37%     |
| Інші кандидати |                    |                |           |
| 4              | Емма Хейс          | Челсі          | 8.63%     |
| 5              | Ральф Келлерманн   | Вольфсбург     | 6.94%     |
| 6              | Флоренс Омагбемі   | Нігерія        | 6.77%     |
| 7              | Олів'є Ешуафні     | Франція        | 5.21%     |
| 8              | Домінік Тхалхаммер | Австрія        | 5.20%     |
| 9              | Хаві Ллоренс       | Барселона      | 4.74%     |
| 10             | Hwang Yong-Bong    | Північна Корея | 4.26%     |

## Переможці та номінанти (змішані нагороди)

### Премія за чесну гру Fair Play
Нагорода присуджується гравцю, тренеру, команді, суддям матчів, індивідуальному фанату або фанатовій групі за визнання зразкової чесної гри на полі або у зв'язку з офіційним футбольним матчем в період з листопада 2016 р. по серпень 2017 р. Нагорода віддана найвидатнішому жесту / поведінці «справедливої гри» (акт чесної гри на майданчику або у зв'язку з офіційним футбольним матчем, який також може включати будь-яку аматорську лігу).
| Переможець   | Причина                                                                                   |
| ------------ | ----------------------------------------------------------------------------------------- |
| Франсіс Коне | Врятував життя воротареві суперника під час матчу, коли той знепритомнів після зіткнення. |

### Нагорода імені Ференца Пушкаша
| №                 | Гравець                                                    | Матч                                                        | Змагання                                             | Дата              | % голосів |           |
| Фіналісти         | Фіналісти                                                  | Фіналісти                                                   | Фіналісти                                            | Фіналісти         | Фіналісти | Фіналісти |
| ----------------- | ---------------------------------------------------------- | ----------------------------------------------------------- | ---------------------------------------------------- | ----------------- | --------- | --------- |
| 1                 | Олів'є Жіру                                                | Арсенал – Крістал Пелес                                     | Прем'єр-ліга 2016—2017                               | 1 січня 2017      | 36.17%    |           |
| 2                 | Оскаріне Масулуке                                          | Барока – Орландо Пайретс                                    | Національна Соккер-ліга Південної Африки             | 30 листопада 2016 | 27.48%    |           |
| 3                 | Дейна Кастельянос                                          | Венесуела (жінки до 17 років) – Камерун (жінки до 17 років) | Чемпіонат світу з футболу 2016 (дівчата до 17 років) | 24 жовтня 2016    | 20.47%    |           |
| Інші кандидати    |                                                            |                                                             |                                                      |                   |           |           |
|                   | Кевін-Прінс Боатенг                                        | Вільярреал – Лас-Пальмас                                    | Ла-Ліга 2016—2017                                    | 23 жовтня 2016    | 15.88%    |           |
| Алехандро Камарго | Універсідад де Консепсьйон – О’Хіггінс                     | 2016 Апертура Прімера Дивізіон (Чилі)                       | 4 грудня 2016                                        |                   | 15.88%    |           |
| Мусса Дембеле     | Сент-Джонстон – Селтік                                     | Чемпіонат Шотландії з футболу 2016—2017                     | 5 лютого 2017                                        |                   | 15.88%    |           |
| Авілес Уртадо     | Атлас – Тіхуана                                            | 2017 Клаусура Прімера Дивізіон (Мексика)                    | 1 березня 2017                                       |                   | 15.88%    |           |
| Маріо Манджукич   | Ювентус – Реал Мадрид                                      | Ліга чемпіонів УЄФА 2016—2017                               | 3 червня 2017                                        |                   | 15.88%    |           |
| Неманья Матич     | Челсі – Тоттенгем                                          | Кубок Англії з футболу 2016—2017                            | 23 квітня 2017                                       |                   | 15.88%    |           |
| Жорді Мбоула      | Барселона (до 19 років) – Боруссія (Дортмунд, до 19 років) | Юнацька ліга УЄФА 2016—2017                                 | 22 лютого 2017                                       |                   | 15.88%    |           |

### Нагорода «Вболівальник року ФІФА»
Нагорода відзначає найкращого фаната з листопада 2016 року до серпня 2017 року незалежно від першості, статі чи національності.
Трійка номінантів була оприлюднена 22 вересня 2017 року.
Переможцями стали фанати Селтіка.
| № | Фан(и)                     | Матч                         | Змагання                                | Дата              | % голосів |
| - | -------------------------- | ---------------------------- | --------------------------------------- | ----------------- | --------- |
| 1 | фанати Селтіка             | Селтік – Гарт оф Мідлотіан   | Чемпіонат Шотландії з футболу 2016—2017 | 21 травня 2017    | 55.92%    |
| 2 | фанати Боруссії (Дортмунд) | Боруссія (Дортмунд) – Монако | Ліга чемпіонів УЄФА 2016—2017           | 11–12 квітня 2017 | 36.20%    |
| 3 | фанати Копенгагена         | Копенгаген – Брондбю         | Кубок Данії з футболу 2016—2017         | 25 травня 2017    | 7.88%     |